# Пешице, Йозеф
Йозеф Пешице (чеш. Josef Pešice; 12 февраля 1950, Прага — 18 декабря 2017) — чехословацкий футболист, полузащитник, чешский футбольный тренер. Чемпион Чехословакии (1977/78), тренер национальной сборной Чехии (2013).

## Биография

### Карьера игрока
Воспитанник футбольных школ «ТЖ Штеховице» и пражской «Спарты». Взрослую карьеру начал в 1969 году в составе армейской команды «Дукла» (Табор). После окончания военной службы вернулся в «Спарту», в её составе стал обладателем Кубка Чехословакии в сезоне 1971/72. В 1975 году перешёл в «Зброёвку», с этим клубом стал в сезоне 1977/78 чемпионом Чехословакии,   единственный раз в истории клуба. В ходе сезона 1978/79 перешёл в пражскую «Славию», в команде провёл пять лет. В конце своей игровой карьеры выступал на Кипре и в Австрии.
В высшем дивизионе Чехословакии сыграл 327 матчей и забил 55 голов. Также провёл 4 матча (1 гол) в Кубке чемпионов и 5 матчей в Кубке кубков.

### Карьера тренера
Начал тренерскую карьеру в конце 1980-х годов, работая с юношескими командами «Спарты». В 1991 году вошёл в тренерский штаб «Славии», а в 1993 году впервые возглавил профессиональную команду — «Яблонец». В дальнейшем работал с  «Теплице» и коста-риканским «Картахинесом», а в 2001 году недолгое время был наставником «Славии».
С 2003 года возглавлял чешские сборные различных возрастов, с перерывом в 2010 году, когда работал в штабе кипрского «АЕЛ Лимасол». С 2012 года входил в тренерский штаб национальной сборной Чехии. C сентября по ноябрь 2013 года исполнял обязанности главного тренера сборной после отставки Михала Билека, под его руководством команда провела три матча (против Мальты, Болгарии и Канады) и во всех победила.

### Личная жизнь
Младший брат Мирослав (род. 1956) тоже был футболистом, сыграл 4 матча в высшем дивизионе Чехословакии, а большую часть карьеры провёл в низших лигах. Жена Алена, сын Мартин (погиб в 2001 году в автоаварии), дочь Илона.

## Смерть
Последние годы жизни Пешице провёл в борьбе с раком желудка, пережив оперативное вмешательство и последующую химиотерапию. Скончался 18 декабря 2017 года в возрасте 67 лет.

## Достижения
- Чемпион Чехословакии (1): 1977/78
- Кубок Чехословакии (1): 1971/72
- Кубок Кипра (1): 1984/85